# Грузинский, Ираклий Александрович
Светлейший князь Ираклий Александрович Грузинский (Багратион-Грузинский) (груз. ირაკლი ალექსანდრეს ძე გრუზინსკი, 18 августа 1826 — 27 апреля 1882) — грузинский князь из царской династии Багратионов и полковник российской армии.

## Биография
Единственный сын грузинского царевича Александра Багратиони (1770—1844) и Марии Исааковны Грузинской (1808—1882), внук царя Картли-Кахетинского царства Ираклия II.
Родился в 1826 году в Эривани, принадлежавшем тогда Персии. Его отец, Александр, в 1800 году бежал из Грузии и безуспешно пытался при помощи Персии свергнуть российскую власть в Грузии. Его мать, Мариам, была дочерью Исаака Мелик-Агамаляна, влиятельного армянского сановника в Эриванском ханстве.
В результате русско-иранской войны 1826—1828 годов Эривань была взята русской армией, что привело к разделению царевича Александра с его семьей. Мариам вместе с сыном Ираклием проживала в Эривани до 1834 года, когда они были переселены российским правительством в Санкт-Петербург. В российской столице Ираклий Александрович поступил на военную службу. Вначале изучал военное дело в Александровском военном училище, затем в Пажеском корпусе.
В 1844 году царевич Александр Багратиони скончался в изгнании в Тебризе (Иран). В 1845 году за успешное действие во время военной кампании против лезгин во время Кавказской войны Ираклий был произведен в лейтенанты. В 1855 году поступил в гренадерский конный полк, в 1855 году вышел в отставку в чине полковника. В 1858 году Ираклий Александрович вернулся в российскую армию, воевавшую на Кавказе, но вскоре из-за ухудшения здоровья вышел в отставку.
Российское правительство пожаловало Ираклию Александровичу Багратиони титул князя Грузинского в 1833 году. В 1865 году за ним и его мужскими потомками был подтвержден княжеский титул.
Ираклий Грузинский был объектом романтической любви австрийской писательницы Берты фон Зутнер, которая была первой из женщин, ставшей лауреатом Нобелевской премии мира, но князь не ответил ей взаимностью. Позднее Берта фон Зутнер подружилась с молодой женой князя — Тамарой, с которой она встречалась во время своих поездок в Тифлисе и Париже.
В апреле 1882 года 55-летний князь Ираклий Александрович Грузинский скончался в Париже. Был похоронен в мцхетском соборе в Грузии.
Имя Ираклия Грузинского носила улица в Тифлисе (ныне — улица Сулхан-Сабы Орбелиани).

## Семья

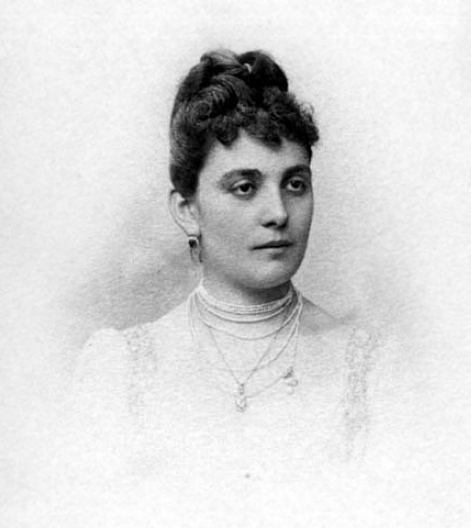
Тамара Давидовна, жена

Был женат (с 19.04.1870, Париж) на княжне Тамаре Давидовне Чавчавадзе (1852—1933), дочери генерал-лейтенанта, князя Давида Александровича Чавчавадзе. Тамара Грузинская, фрейлина российской императрицы, была видной светской дамой и филантропом. Она впервые стала известна публике в возрасте двух лет, когда её вместе с семьей Чавчавадзе в 1854 году похитили чеченские горцы под предводительством имама Шамиля. Супруги имели в браке трёх дочерей и одного сына:
- Елизавета (1870—1942), журналистка, жена князя Мамуки Ивановича Орбелиани (1873—1924)
- Екатерина (1872—1917), жена князя Ивана Дмитриевича Ратиева (1868—1958)
- Мариам (1876—1877), умерла в детстве
- Александр (ок. 1877—1879), умер в детстве